# 시시그
시시그(타갈로그어: sisig)는 필리핀의 고기 요리이다. 돼지머리나 삼겹살, 닭의 간 등을 칼라만시, 양파, 고추 등과 조리해 내는 음식으로, 팜팡가 지역의 대표적인 요리이며, 필리핀의 국민 음식 가운데 하나이기도 하다.

## 역사
"시시그"에 대한 첫 기록은 아우구스티노회 수사 디에고 베르가뇨가 1732년에 펴낸 카팜팡안어 사전에 등장하며, "풋파파야나 풋구아바에 소금, 후추, 마늘, 식초를 뿌려 먹는 샐러드"라 풀이되어 있다.
돼지머리 등 부속 고기를 사용하는 것은 미군 점령기 앙헬레스의 클라크 공군기지 근처에서 유래한 방식이다. 당시 루손섬과 비사야제도의 현지인들은 미군이 먹지 않는 고기 부위를 저렴한 가격에 구할 수 있었으며, 이를 시시그에 활용하기 시작했다. 달군 무쇠 팬에 시시그를 올려 내는 것은 "알링 루싱"으로도 알려진 루시아 쿠나난이 개발한 방식이다.

## 만들기
돼지머리나 삼겹살, 닭의 간 등을 물에 삶은 다음 그릴에 굽는다. 잘 구워지면 잘게 다지고, 다진 양파, 고추 등과 함께 마가린을 두른 팬에 볶는다. 볶을 때 칼라만시 즙을 뿌려 신맛을 내며, 볶은 다음 달군 무쇠 팬에 담아 아랫부분을 눌려 바삭바삭하게 만든다.

## 사진

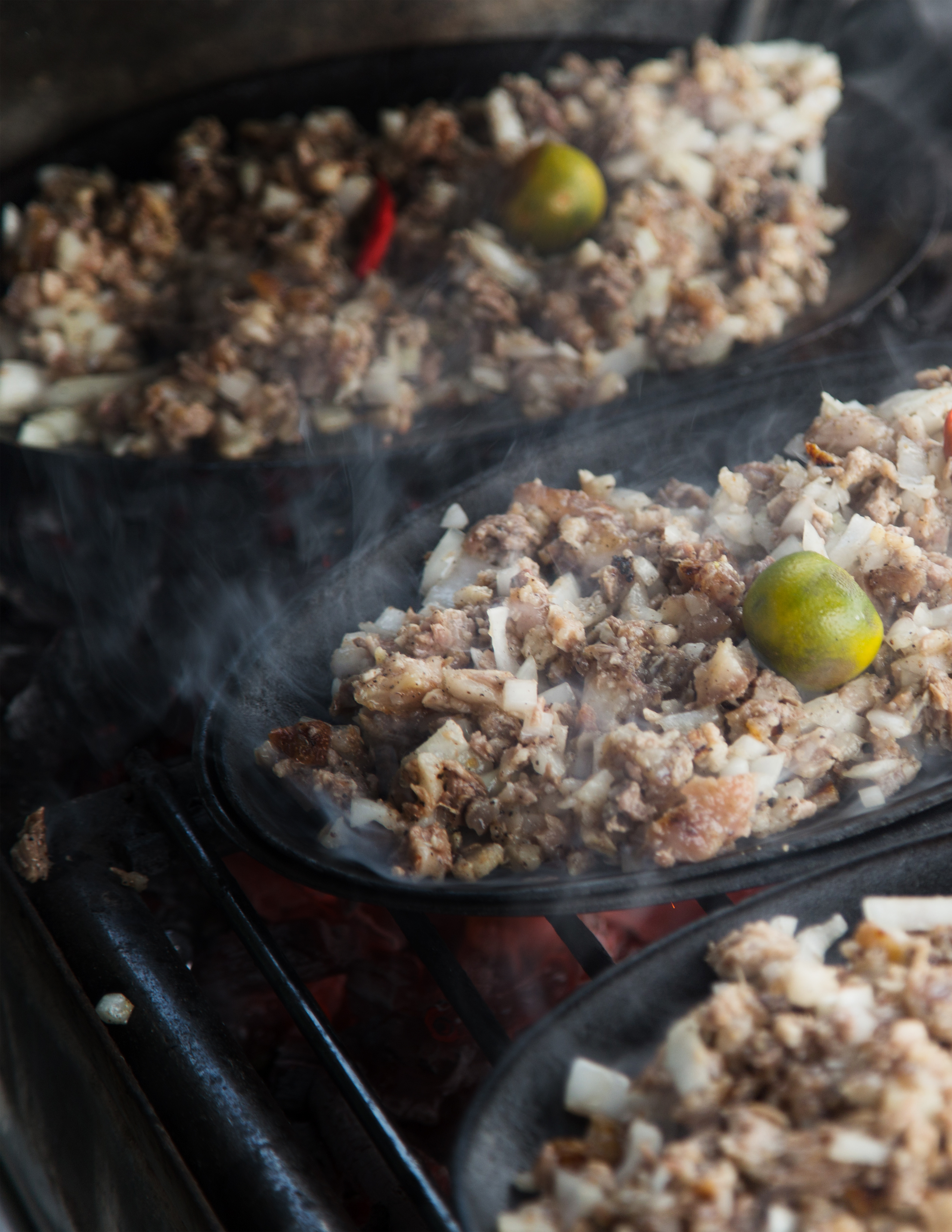
달궈진 무쇠 팬에 시시그를 눌리는 모습

## 같이 보기
- 민치